# Cultura suaíli

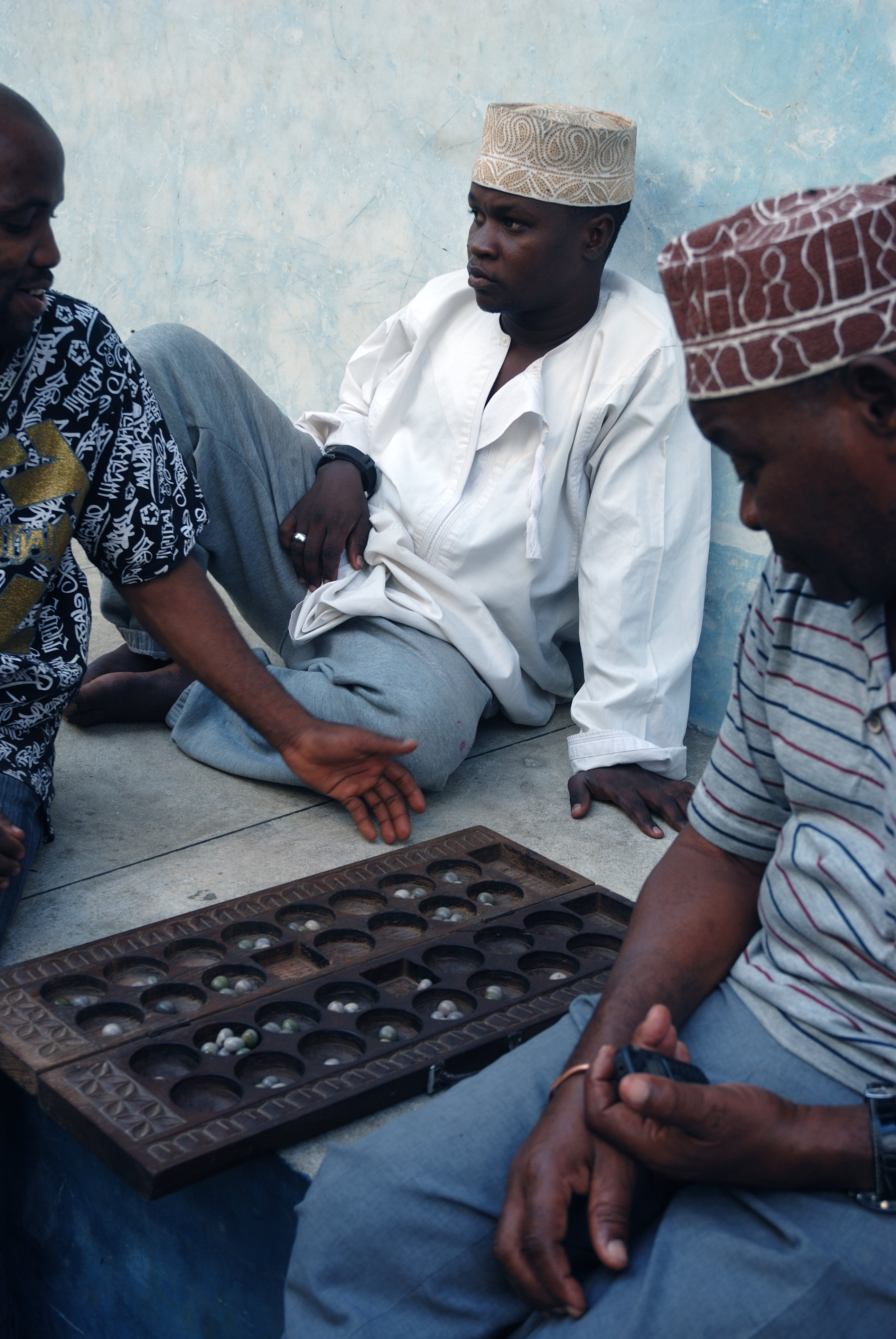
Jogadores de Bao na Cidade de Pedra de Zanzibar

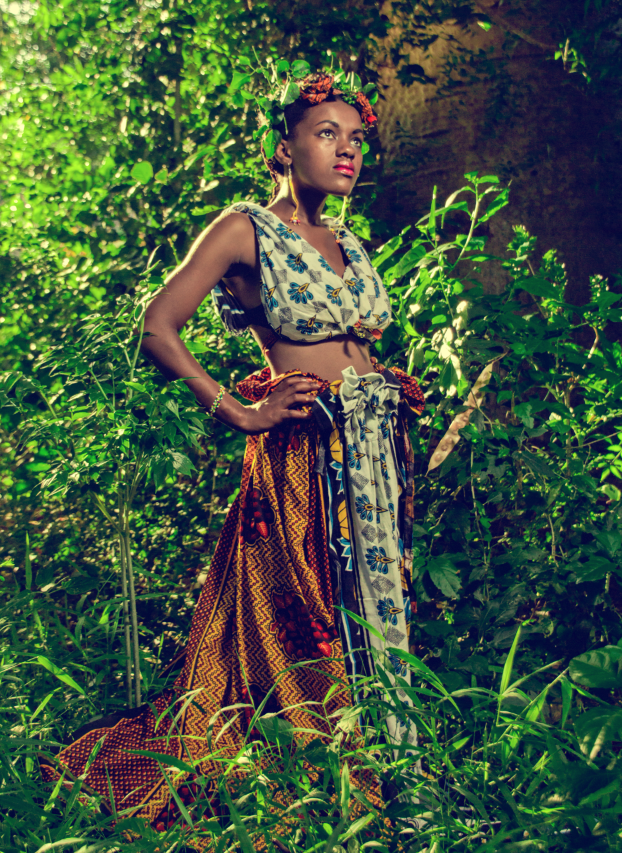
Mulher vestida com roupas tradicionais, Tanzânia, Bagamoyo

A cultura suaíli é a cultura do povo Suaíli que habita a costa suaíli. Esta área litoral abrange a Tanzânia, Quénia e Moçambique, bem como as ilhas adjacentes de Zanzibar e Comores, além de algumas partes do Malawi e a parte oriental da República Democrática do Congo. Os povos suaílis falam a língua suaíli como sua língua nativa, que pertence à família das línguas bantas. Graham Connah descreveu a cultura suaíli como, pelo menos parcialmente, urbana, mercantil e letrada.
A cultura suaíli é o produto da história da parte costeira da região dos Grandes Lagos Africanos. Assim como a língua suaíli, a cultura suaíli tem um núcleo Banta que foi influenciado por elementos estrangeiros.